# Pass It Around
Pass It Around (с англ. — «Передай по кругу») — дебютный студийный альбом группы Smokie, выпущенный 14 февраля 1975 года на лейбле RAK Records.
В альбоме представлены одиннадцать оригинальных песен самой группы и две композиции Ники Чинна и Майка Чепмена. Заглавная песня была выбрана в качестве дебютного сингла Smokie. Сингл был выпущен 21 марта 1975 года, но не попал в ротацию BBC Radio 1. Проблема заключалась в цензорах, которые считали, что двухсмысленный текст и название группы можно рассматривать как намёк на курение марихуаны. В результате сингл не смог попасть в UK Singles Chart. Чтобы продвигать альбом, Smokie активно гастролировали по Великобритании, начиная с 24 апреля 1975 года, вместе группой Pilot. Несмотря на всю рекламную деятельность, ни альбом, ни сингл не попали в чарты в Великобритании.

## Список композиций
| №  | Название            | Автор(ы)               | Длительность |
| -- | ------------------- | ---------------------- | ------------ |
| 1. | «Pass It Around»    | Чинн, Чепмен           | 3:07         |
| 2. | «Daydreamin’»       | Норман, Спенсер, Аттли | 2:17         |
| 3. | «Oh Well, Oh Well»  | Норман, Спенсер        | 3:17         |
| 4. | «My Woman»          | Норман, Спенсер        | 3:22         |
| 5. | «It Makes Me Money» | Норман, Спенсер        | 2:57         |
| 6. | «Headspin»          | Норман, Спенсер        | 3:32         |
| 7. | «Goin’ Tomorrow»    | Норман, Спенсер        | 3:43         |

| №                   | Название                       | Автор(ы)                       | Длительность |
| ------------------- | ------------------------------ | ------------------------------ | ------------ |
| 8.                  | «I Do Declare»                 | Чинн, Чепмен                   | 3:46         |
| 9.                  | «Don’t Turn Out Your Light»    | Норман, Спенсер                | 4:01         |
| 10.                 | «Will You Love Me»             | Норман, Силсон, Аттли, Спенсер | 3:44         |
| 11.                 | «A Day at the Mother-in-Law’s» | Силсон                         | 2:51         |
| 12.                 | «The Clodest Night»            | Силсон                         | 4:15         |
| 13.                 | «Shy Guy»                      | Силсон                         | 3:25         |
| Общая длительность: | Общая длительность:            | Общая длительность:            | 44:17        |

## Участники записи
Smokie
- Крис Норман — ритм-гитара, вокал|ведущий вокал
- А́лин Силсон — соло-гитара, бэк-вокал, вокал на «A Day at the Mother-in-Law's»
- Терри Аттли — бас-гитара, бэк-вокал
- Пит Спенсер — ударные

Технический персонал
- Майк Чепмен — продюсирование
- Ники Чинн — продюсирование
- Пит Коулман — звукоинженер
- Крис Блэр — мастеринг
- Геред Манковиц[англ.] — дизайн обложки

## Позиции в хит-парадах
Еженедельные чарты:
| Хит-парад (1979)              | Высшая позиция | Пребывание в чарте |
| ----------------------------- | -------------- | ------------------ |
| Австралия (Kent Music Report) | 94             | 1 неделя           |